# 奧伯斯佯謬
奧伯斯佯謬（英語：Olbers' Paradox）又稱奧伯斯弔詭、黑夜佯謬或光度佯謬，是由德國天文學家奧伯斯於1823年提出，於1826年修訂，指若宇宙是稳恆態而且無限的，則晚上應該是光亮而不是黑暗的。在此之前，類似的想法已由克卜勒於1610年提出，後來於18世紀愛德蒙·哈雷及尚-菲利浦·德·歇索（Jean-Philippe de Cheseaux）等天文學家的研究中逐漸成熟。漆黑一片的夜空印證了宇宙並非穩恆態的，是大爆炸理論的證據之一。

## 假設

奧伯斯佯謬指出，穩態宇宙下的夜空理應是一片光亮的。

假如宇宙是穩恆態而無限，而且有無數平均分佈的發光星體，則無論望向天上哪一位置都應該見到一粒星體的表面，星與星之間便不應有黑暗的位置，黑夜時整個天都會是光亮的。
更确切的表述是，如果宇宙是稳恒，无限大，时空平直的，其中均匀分布着同样的发光体，由于发光体的照度与距离的平方成反比，而一定距离上球壳内的发光体数目和距离的平方成正比，这样就使得距地球距離──全部发光体的照度的积分不收敛，黑夜的天空应当是无限亮的。

## 解釋

### 被接受的解釋
奧伯斯佯謬有兩種解釋：1.宇宙的年齡是有限的；2.紅移现象。而後者是最重要的效應。（即使在穩態宇宙理論的模型中，也推論出宇宙是無限老和空間是無邊際的，但夜空依然是黑暗的。）

#### 宇宙的年齡是有限的
這個解釋指出有限速度的光要遊遍宇宙的空間本身就是矛盾的，當我們遙望遠處的空間，其實就是在回顧歷史。最後，我們仍只能觀察到有限年齡的宇宙。
有趣的是，作出相同解釋的還有詩人愛倫·坡在1848年的散文詩《我得之矣》，詩中他寫道：
「星星是連續不盡的，然後背景的天空將呈現一致的光亮，就像銀河所顯示的——因為不會有絕對的點，在那所有的背景中，星星將不復存在。因此，在那些，在這樣的事態下，唯一的模式，我們可以體會到我們的望遠鏡在無數的方向上發現空隙，將假設無形的背景，因為距離的遙遠，光芒從未能到達我們。」

#### 紅移
以有限的宇宙年齡所提供的星光來照耀天空時，導出了另一個問題：為什麼看不見任何一點大霹靂的貢獻？這原因是大霹靂本身的輻射因為宇宙膨脹的緣故，已經紅移到微波的波長，成為宇宙的微波背景輻射。宇宙的膨脹也限制了可觀測宇宙的大小，這意味著在此之外的光線到不了我們所在之處，這在光學效應下創造了有限的宇宙。（參考有限年齡的論據。）

### 其它解釋
也有人提出另一種解釋（奥伯斯本人就曾这样解释），指宇宙並非透明，遠處星光會被宇宙間黑暗的星體，塵埃和氣體阻隔，令極遠處的光線只可以傳播一段有限的距離而不能到達地球。然而這並不能解決問題，因為根據熱力學第一定律，能量必定守恆，故此中間的阻隔物會變熱而開始放出輻射，結果導致天上有均勻的輻射，温度应当等于发光体表面的温度，也即天空和星体一样亮，然而事實上沒有觀察到這種現象。
克卜勒認為奥伯斯佯谬論證說明宇宙是有限的，或最少是只有有限數量的星體。
分形學權威本華·曼德博提出了另一種不需基於大爆炸理論的解釋。他指出若星體是以分形方式在宇宙間分佈（例如類似康特塵埃），不用大爆炸理論也能解釋奧伯斯佯謬。但他的理論是用於展示碎形理論多於解釋夜黑問題，從天文學觀測亦沒有證據顯示星體以分形模式分佈。

## 資料來源
1. ↑  .   [2006-09-22]. （原始内容存档于2008-04-26）.